# Тина Чен
Тина Чен (англ. Tina Chen, кит. трад. 陳婷, пиньинь Chén Tíng, род. 2 ноября 1943, Чунцин, Китайская Республика) — китайско-американская актриса, театральный режиссёр и продюсер.

## Биография
Родилась в городе Чунцин в центральной части Китая. Некоторое время жила в Гонконге, Тайване, Японии, а затем приехала в США. Более десяти лет Чен работала исследователем в отделе серологии и генетики в Нью-Йоркском центре крови, а также стала соучредителем одного из первых магазинов здоровой пищи в Нью-Йорке «Food Liberation». Научную работу она совмещала с актёрской карьерой, став появляться на телевидение с 1967 года. В 1971 году за роль в исторической драме «Гавайцы» Чен была номинирована на премию «Золотой глобус». Помимо этого она также исполнила заметные роли в фильмах «Ресторан Элис» (1969) и «Три дня Кондора» (1975). Чен выступила режиссёром и продюсером ряда театральных постановок в Нью-Йорке, одна из которых принесла ей премию «Драма Деск» в составе продюсерской группы.